# ولایت میکاوا

نقشه ولایت‌های ژاپن (۱۸۶۸) ولایت میکاوا با رنگ تیره نشان داده شده است.

ولایت میکاوا (به ژاپنی: 三河国 Mikawa no kuni) نام ولایتی در سیستم قدیم تقسیم کشوری ژاپن بود. حدود این ولایت امروزه نصف استان آیچی در قسمت شرقی را در بر می‌گیرد. ولایت میکاوا با ولایت اواری، ولایت مینو، ولایت شینانو و ولایت توتومی هم‌مرز بوده است.